# دوغ كولينز
دوغ كولينز (بالإنجليزية: Doug Collins)‏ (28 أغسطس 1945 في المملكة المتحدة - ) هو مدرب كرة قدم ولاعب كرة قدم بريطاني في مركز الوسط. لعب مع غريمسبي تاون ونادي بليموث أرجايل ونادي بيرنلي ونادي روتشديل ونادي سندرلاند وتلسا رافنكس.

## وصلات خارجية
- دوغ كولينز على موقع قاعدة بيانات كرة القدم.إي يو (الإنجليزية)